# بدن‌سازی زنان

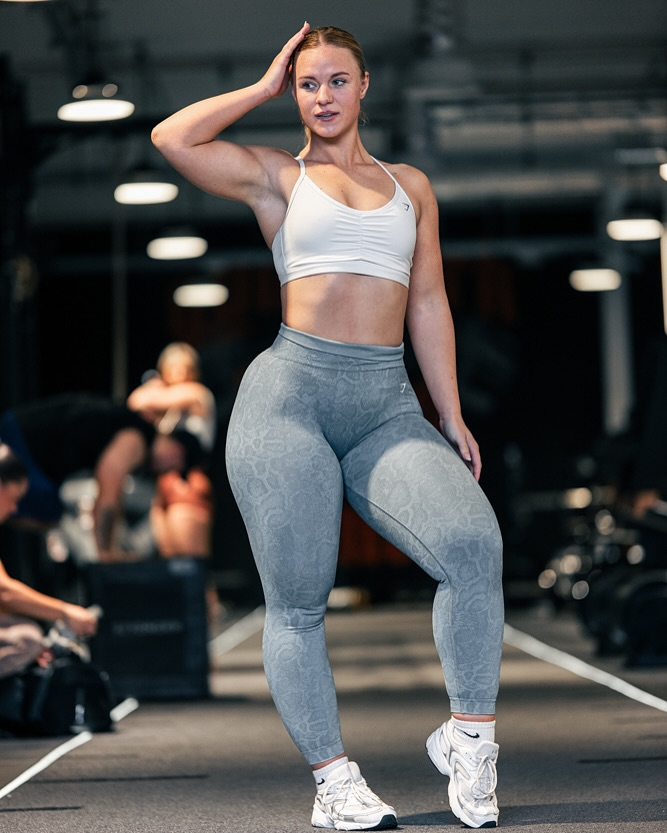
یک زن بدن‌ساز در سال ۲۰۲۳ میلادی با لگ ورزشی

بدن‌سازی زنان عنوانی است که برای ورزش بدن‌سازی در رده زنان به‌کار می‌رود. در بدن‌سازی زنان، مسابقه تناسب‌اندام و فیگور (که زیبایی بدن در آن برجسته‌تر است) هواداران بیش‌تری نسبت به مسابقه پرورش‌اندام زنان (که در آن حجم عضله‌ها برجسته‌تر است) دارد. چرا که در آن حجم عضلانی بیشتر، اهمیت بالایی ندارد و تناسب‌اندام در یک حجم متعارف (همانند بدن راشل مک‌لیش) مدنظر قرار گرفته می‌شود. همچنین این مسابقات گاه دارای گزینه‌های ایروبیک نیز می‌باشند، همچنین زیبایی چهره نیز در آن‌ها تأثیرگذار است.

## پیشینه
بدنسازی زنان در اصل نه تنها به‌عنوان پیامدی از دگرگونی‌های بدن‌سازی در واپسین دوره سده نوزدهم اروپا، بلکه به‌عنوان برآیندی پیشرفته از بدن‌سازی مردان نیز گسترش یافت.
مسابقه‌های فیزیک زنان، دست کم به دهه ۱۹۶۰ با مسابقه‌هایی چون Miss Physique, Miss Body Beautiful U.S.A.، W.B.B.G برمی‌گردد.
نخستین قهرمانی زیبای‌اندام زنان آمریکا در سال ۱۹۸۷ میلادی در شهر کانتون ایالت اوهایو توسط هنری مک‌جی برگزار شد که نخستین مسابقه بدن‌سازی زنان در نظر گرفته می‌شود و در آن شرکت‌کنندگان تنها بر پایهٔ عضلانی بودن قضاوت می‌شدند. در سال ۱۹۸۰ میلادی اولین مسابقه بانوی المپیا برگزار شد که اولین مسابقه معتبر حرفه‌ای به‌شمار می‌آید و راشل مک‌لیش در آن به قهرمانی رسید که همچنین همان سال در مسابقه قهرمانی ان.پی.سی. آمریکا نیز به قهرمانی رسیده بود. این مسابقه نقطه عطف بزرگی برای بدن‌سازی زنان به حساب می‌آید و مک‌لیش در آن الهام بخش بسیاری از زنان برای تمرین و مسابقه شد.

## فیتنس و فیگور
دو دسته دیگر از رقابت وجود دارد که پیوندی نزدیک با بدن‌سازی دارند و بیشتر به‌عنوان بخشی از یک رویداد برگزار می‌شوند. مسابقه‌های تناسب‌اندام یا فیتنس دارای یک دور با پوشاک شنا و یک دور هستند که بر پایه اجرای یک روتین از جمله ایروبیک، رقص یا ژیمناستیک قضاوت می‌شود. رقابت فیگور فرمت تازه‌تری است که آمیختگی‌ای از بدن‌سازی و ژیمناستیک زنانه را به‌طور کلی شامل می‌شود و صرفاً بر پایه تقارن و تون عضلانی قضاوت می‌شود و تأکید بسیار کمتری بر اندازه عضله‌ها نسبت به بدن‌سازی دارد.

## فیتنس و جذابیت ظاهری

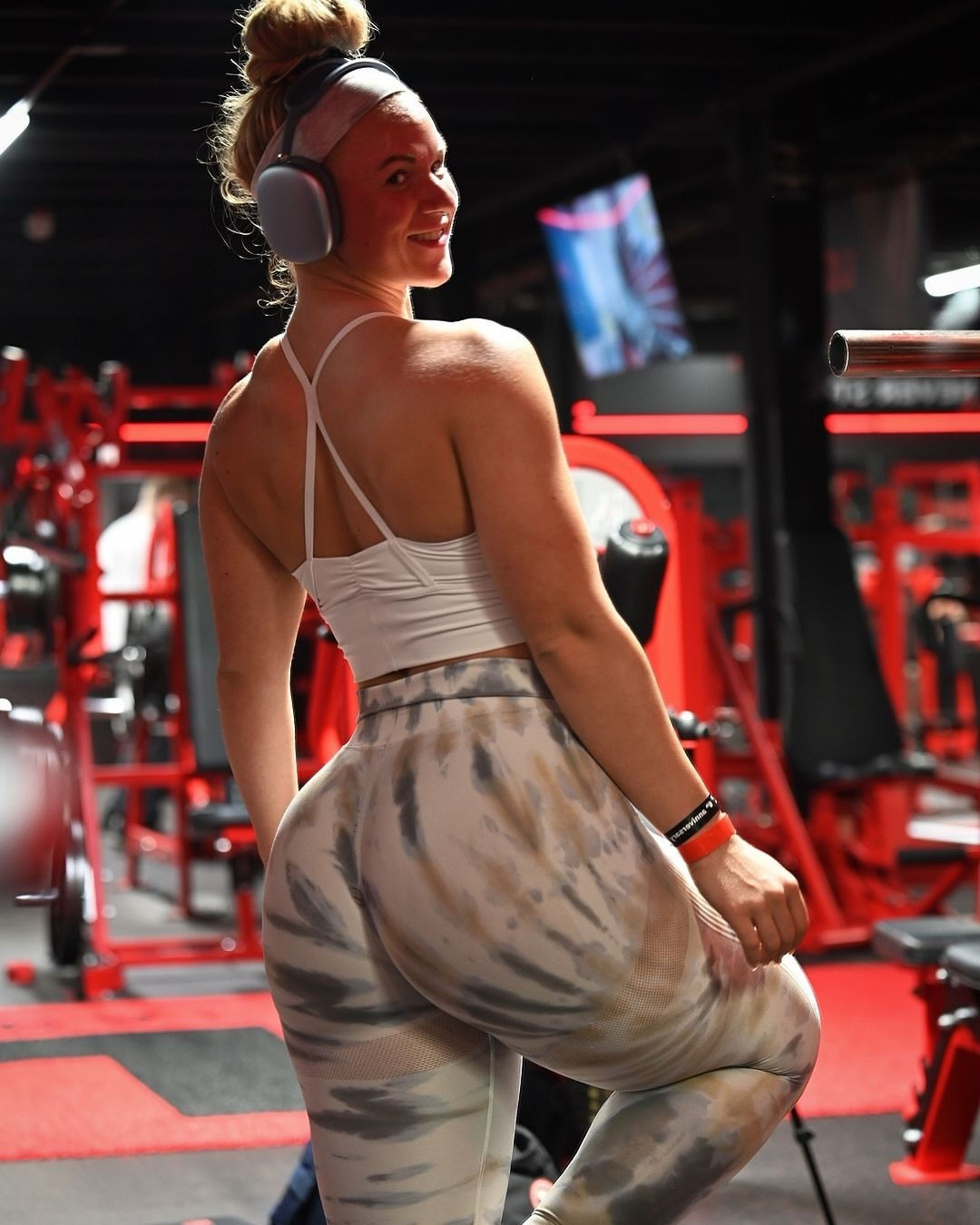
یک زن بدن‌ساز در سال ۲۰۲۳ میلادی با لگ ورزشی الگودار در یک باشگاه فیتنس.

در دهه‌های گذشته، بدن‌سازی و تمرین‌های فیتنس در میان زنان برای دستیابی به اندامی خوش‌فرم و متناسب، محبوبیت فراوانی پیدا کرده است. سالن‌های فیتنس به فضایی تبدیل شده‌اند که زنان در آن با بهره‌گیری از تمرین‌های مقاومتی و هوازی، به بهبود سلامت جسمانی و تقویت اعتمادبه‌نفس خود می‌پردازند. یکی از هدف‌های رایج در این تمرینات، تقویت و فرم‌دهی به عضلات پایین‌تنه، به‌ویژه عضلات باسن (گلوتئال) است که از دید بسیاری، نقش مهمی در زیبایی و جذابیت اندام ایفا می‌کند.

### چرایی‌های تقویت عضلات و افزایش حجم پایین‌تنه
در فرهنگ بسیاری از کشورها، داشتن باسنی خوش‌فرم و برجسته به‌عنوان یکی از معیارهای زیبایی و تناسب اندام در میان زنان شناخته می‌شود. از منظر علمی، عضلات باسن (شامل گلوتئوس ماکسیموس، مدیوس و مینیموس) نه‌تنها در زیبایی اندام، بلکه در بهبود عملکرد حرکتی، تعادل و کاهش خطر آسیب‌های کمری نیز نقش دارند. زنان با انجام تمرینات هدفمند در سالن‌های فیتنس، تلاش می‌کنند تا با تقویت این عضلات، به اندامی متناسب و جذاب دست یابند.

## حرکت‌های پرکاربرد
حرکت‌های ورزشی پرکاربرد برای تقویت عضله‌های باسن در بدن‌سازی زنان، که از پرکاربردترین‌های این ورزش نیز هستند:
برای تقویت و فرم‌دهی به عضله‌های باسن، زنان معمولاً از حرکات ورزشی ویژه‌ای بهره‌گیری می‌کنند که در سالن‌های فیتنس انجام می‌شوند. برخی از این حرکات عبارت‌اند از:
- اسکوات (Squat): یکی از اثرگذارترین حرکت‌ها برای تقویت عضله‌های باسن و ران، که با وزن بدن یا هالتر انجام می‌شود.
- هیپ تراست (Hip Thrust): حرکتی متمرکز بر عضله‌های باسن، که به‌طور معمول با بهره‌گیری از نیمکت و وزنه اجرا می‌شود.
- لانج (Lunge): برای تقویت عضله‌های پایین‌تنه و بهبود تعادل، که به‌صورت قدم‌زدن یا ثابت انجام می‌شود.
- ددلیفت (Deadlift): جنبش بدنی ترکیبی که افزون بر باسن، عضله‌های کمر و پشت ران را نیز تقویت می‌کند.
- کیک‌بک (Glute Kickback): برای هدف قرار دادن مستقیم عضله‌های باسن، که با دستگاه یا وزن بدن قابل اجرا است.

این تمرین‌ها، همراه با رژیم غذایی درخور و استراحت کافی، به زنان کمک می‌کنند تا به اهداف تناسب اندام خود، از جمله تقویت و فرم‌دهی به عضلات پایین‌تنه، دست یابند.

## پوشاک

### نقش پوشاک ورزشی
بهره‌گیری از پوشاک ورزشی درخور، مانند لگینگ‌های تنگ و کشی، در میان زنان ورزشکار رایج است. این گونه از پوشش، افزون بر فراهم کردن راحتی و انعطاف‌پذیری در هنگام تمرین، به نمایش فرم بدن و عضلات کمک می‌کنند و می‌توانند انگیزه‌ای برای ادامه دادن تمرین‌ها باشند. لگینگ‌های ورزشی با طراحی‌های خاص، به زنان این امکان را می‌دهند که پیشرفت خود را در فرم‌دهی به اندامشان مشاهده کنند.
در جهان فیتنس و بدنسازی زنان، گزینش پوشاک ورزشی نه‌تنها برای راحتی و عملکرد بهینه، بلکه برای نمایش پیشرفت‌های بدنی، به‌ویژه در ناحیه بالا و پایین‌تنه، اهمیت زیادی دارد. لگینگ‌های تنگ و کشی با پارچه‌های نرم و انعطاف‌پذیر، به یکی از محبوب‌ترین گزینه‌ها در میان زنان ورزشکار تبدیل شده‌اند. این لباس‌ها معمولاً از موادی مانند اسپندکس یا پلی‌استر ساخته می‌شوند که به‌خوبی به بدن می‌چسبند و فرم طبیعی عضلات، به‌ویژه عضلات گلوتئال، را به نمایش می‌گذارند. طراحی‌های ویژهٔ این لگینگ‌ها، مانند خطوط منحنی و دوخت‌های استراتژیک در ناحیه ران، به‌گونه‌ای است که با ایجاد سایه و برجستگی بصری، فرم باسن را زیباتر و برجسته‌تر نشان می‌دهد.
رنگ‌های گوناگون، از تناژهای خنثی مانند خاکستری و مشکی گرفته تا رنگ‌های زنده مانند صورتی نئونی یا آبی اقیانوسی، به زنان این امکان را می‌دهد که استایل شخصی خود را در سالن‌های فیتنس به نمایش بگذارند، در حالی که فرم عضلانی یا بهبود حجم یافتهٔ بدن‌شان به‌عنوان نتیجه تلاش‌هایشان در تمرین‌ها، به‌خوبی نمایان می‌شود. برخی از لگینگ‌ها با فناوری‌های پیشرفته، مانند پارچه‌های فشرده‌کننده، طراحی می‌شوند که نه‌تنها به بهبود گردش خون در حین تمرین کمک می‌کنند، بلکه با ایجاد فشار ملایم، فرم بدن ورزشکار را منسجم‌تر و قوی‌تر نشان می‌دهند. همچنین، وجود الگوهای ویژه مانند طرح‌های مرمری یا رنگ‌های گرادیانی، جلوه‌ای هنری به این پوشاک می‌بخشد و توجه را به انحنای طبیعی بدن جلب می‌کند. برای بسیاری از زنان، پوشیدن این لگینگ‌ها در سالن فیتنس، افزون بر جنبه کاربردی، نقش انگیزشی نیز دارد؛ زیرا با دیدن فرم بهبودیافتهٔ خود در آینه، انگیزه بیشتری برای ادامه تمرین پیدا می‌کنند. این پوشش‌ها، به‌عنوان بخشی از فرهنگ فیتنس، به زنان کمک می‌کنند تا با اعتمادبه‌نفس بیشتری به نمایش دستاوردهای ورزشی خود بپردازند و در عین حال، از راحتی و آزادی حرکت لازم برای انجام حرکات سنگین مانند اسکوات و هیپ‌تراست برخوردار باشند.

## در فرهنگ
در سریال‌ها، فیلم‌ها، بازی‌ها و ترانه‌های سرشناسی به بدن‌سازی زنان پرداخته شده است. از جمله جاسوسان تمام‌عیار! و بزرگتر، قوی تر، سریعتر.